# Piz Medel
Piz Medel – szczyt w Alpach Lepontyńskich, części Alp Zachodnich. Leży w Szwajcarii na granicy kantonów Gryzonia i Ticino. Należy do podgrupy Alpy Adula. Można go zdobyć ze schroniska Medelhütte (2524 m) lub Capanna Scaletta (2205 m).